# جيرالد كورتيس
جيرالد كورتيس (بالإنجليزية: Gerald Curtis)‏ هو بروفيسور وعالم سياسة أمريكي، ولد في 18 سبتمبر 1940 في نيويورك في الولايات المتحدة.